# Distretto di Phouvong
Il distretto di Phouvong è uno dei cinque distretti (mueang) della provincia di Attapeu, nel Laos.  Ha come capoluogo la città di Phouvong.